# Квинт Петилий Руф
Квинт Петилий Руф (на латински: Quintus Petillius Rufus) e сенатор на Римската империя през 1 век.

## Биография
Петилий Руф е син на Квинт Петилий Цериалис Цезий Руф (консул 70 г. и суфектконсул 74 г.) и Флавия Домицила, единствената дъщеря на бъдещия император Веспасиан и съпругата му Домицила Старша. Брат е на Гай Петилий Фирм, който е военен трибун при Веспасиан в IIII Щастлив Флавиев легион в Далмация.
През 83 г. Петилий Руф e консул заедно с император Домициан.